# Список президентів Болівії
Президент Болівії — голова держави та уряду Болівії. Відповідно до чинної Конституції президент обирається на загальних виборах на 5-річний термін. Обраним вважається кандидат, який набрав просту більшість голосів (понад 50% голосів). Якщо переможця не визначено, парламент на спільному засіданні обох палат обирає президента з двох кандидатів, які отримали просту більшість голосів.
Чинний Президент Болівії — Луїс Арсе. Його було обрано 2020 року.

## Президенти Болівії (1825-теперішній час)
| Номер | Портрет | Президент                                | Початок повноважень | Завершення повноважень | Примітки |
| ----- | ------- | ---------------------------------------- | ------------------- | ---------------------- | --- |
| 1     |         | Симон Болівар                            | 11 серпня 1825      | 29 грудня 1825         | Визволитель Болівії |
| 2     |         | Антоніо Хосе де Сукре                    | 29 грудня 1825      | 18 квітня 1828         | Визволитель Болівії (29 грудня 1825 — 19 червня 1826) Президент (19 червня 1826 — 18 квітня 1828)                                                                                        |
| 3     |         | Хосе Марія Перес де Урдінінеа            | 18 квітня 1828      | 2 серпня 1828          | Президент |
| 4     |         | Хосе Мігель де Веласко Франко            | 2 серпня 1828       | 18 грудня 1828         | в.о. президента |
| 5     |         | Педро Бланко Сото                        | 18 грудня 1828      | 1 січня 1829           | Тимчасовий президент |
| 6     |         | Хосе Мігель де Веласко Франко            | 1 січня 1829        | 24 травня 1829         | в.о. президента |
| 7     |         | Андрес де Санта-Крус                     | 24 травня 1829      | 20 лютого 1839         | Тимчасовий президент (29 травня 1829 — 15 серпня 1831) Президент (15 серпня 1831 — 20 лютого 1839) Верховний правитель Перу-болівійської конфедерації (28 жовтня 1836 — 20 лютого 1839)  |
| 8     |         | Хосе Мігель де Веласко Франко            | 20 лютого 1839      | 10 червня 1841         | Тимчасовий Вищий Керівник (20 лютого 1839 — 16 червня 1839) Тимчасовий президент (16 червня 1839 — 15 серпня 1840) Президент (15 серпня 1840 — 10 червня 1841)                           |
| 9     |         | Себастьян Агреда                         | 10 червня 1841      | 9 липня 1841           | Тимчасовий керівник |
| 10    |         | Маріано Енріке Кальво Куельяр            | 9 липня 1841        | 22 вересня 1841        | в.о. президента |
| 11    |         | Хосе Бальївіан                           | 22 вересня 1841     | 23 грудня 1847         | Тимчасовий президент (22 вересня 1841 — 15 серпня 1844) Президент (15 серпня 1844 — 23 грудня 1847)                                                                                      |
| 12    |         | Еусебіо Гіларте Вера                     | 23 грудня 1847      | 2 січня 1848           | Тимчасовий президент |
| 13    |         | Хосе Мігель де Веласко Франко            | 18 січня 1848       | 6 грудня 1848          | Тимчасовий президент |
| 14    |         | Мануель Ісідоро Бельсу                   | 6 грудня 1848       | 15 серпня 1855         | Тимчасовий президент (6 грудня 1848 — 15 серпня 1850) Президент (15 серпня 1850 — 15 серпня 1855)                                                                                        |
| 15    |         | Хорхе Кордова                            | 15 серпня 1855      | 21 жовтня 1857         | Президент |
| 16    |         | Хосе Марія Лінарес                       | 21 жовтня 1857      | 14 січня 1861          | Тимчасовий президент (21 жовтня 1857–1858) Диктатор (1858 — 14 січня 1861) |
|       |         | Урядова хунта                            | 14 січня 1861       | 4 травня 1861          | Члени: Руперто Фернандес Хосе Марія Ача Мануель Антоніо Санчес (до 9 квітня 1861) |
| 17    |         | Хосе Марія Ача                           | 4 травня 1861       | 28 грудня 1864         | Тимчасовий президент (4 травня 1861 — 15 серпня 1862) Президент (15 серпня 1862 — 28 грудня 1864)                                                                                        |
| 18    |         | Маріано Мельгарехо                       | 28 грудня 1864      | 15 січня 1871          | Тимчасовий президент (28 грудня 1864 — 15 серпня 1870) Президент (15 серпня 1870 — 15 січня 1871)                                                                                        |
| 19    |         | Агустін Моралес                          | 15 січня 1871       | 27 листопада 1872      | Верховний лідер революції (15 січня 1871 — 21 січня 1871) Тимчасовий президент (21 січня 1871 — 25 серпня 1872) Президент (25 серпня 1872 — 27 листопада 1872)                           |
| 20    |         | Томас Фріас Аметлєр                      | 28 листопада 1872   | 9 травня 1873          | Президент |
| 21    |         | Адольфо Бальївіан                        | 9 травня 1873       | 14 лютого 1874         | Президент |
| 22    |         | Томас Фріас Аметлєр                      | 14 лютого 1874      | 4 травня 1876          | Президент |
| 23    |         | Іларіон Даса                             | 4 травня 1876       | 28 грудня 1879         | Президент |
| 24    |         | Нарсісо Камперо                          | 19 січня 1880       | 3 вересня 1884         | Президент |
| 25    |         | Грегоріо Пачеко                          | 3 вересня 1884      | 15 серпня 1888         | Президент |
| 26    |         | Анісето Арсе                             | 15 серпня 1888      | 11 серпня 1892         | Президент |
| 27    |         | Маріано Баптіста                         | 11 серпня 1892      | 19 серпня 1896         | Президент |
| 28    |         | Северо Фернандес                         | 19 серпня 1896      | 12 квітня 1899         | Президент |
|       |         | Урядова Хунта                            | 12 квітня 1899      | 25 жовтня 1899         | Члени: Хосе Мануель Пандо Серапіо Реєс Ортіс Макаріо Пінілья Варгас |
| 29    |         | Хосе Мануель Пандо                       | 25 жовтня 1899      | 14 серпня 1904         | Президент |
| 30    |         | Ісмаель Монтес                           | 14 серпня 1904      | 12 жовтня 1909         | Президент |
| 31    |         | Еліодоро Вільясон                        | 12 жовтня 1909      | 14 жовтня 1913         | Президент |
| 32    |         | Ісмаель Монтес                           | 14 жовтня 1913      | 15 жовтня 1917         | Президент |
| 33    |         | Хосе Гутьєррес                           | 15 жовтня 1917      | 12 липня 1920          | Президент |
|       |         | Урядова Хунта                            | 13 липня 1920       | 28 січня 1921          | Члени: Баутіста Сааведра Хосе Марія Ескальєр Хосе Мануель Рамірес |
| 34    |         | Баутіста Сааведра                        | 28 січня 1921       | 3 вересня 1925         | Президент |
| 35    |         | Феліпе Сегундо Гусман                    | 3 вересня 1925      | 10 січня 1926          | Тимчасовий президент |
| 36    |         | Ернандо Сілес Реєс                       | 10 січня 1926       | 28 травня 1930         | Президент |
|       |         | Рада міністрів                           | 28 травня 1930      | 25 червня 1930         | Члени: Альберто Діес де Медіна Ерман Антело Араус (до 17 червня 1930) Франклін Меркадо Давид Торо Хосе Агірре Ача Фідель Вега Карлос Бансер Есекіль Ромесін Кальдерон (з 17 червня 1930) |
| 37    |         | Карлос Бланко Галіндо                    | 28 червня 1930      | 5 березня 1931         | Голова військової Урядової хунти Члени: Хосе Ланса Філіберто Осоріо Бернардіно Більбао Ріоха Еміліо Гонсалес Кінт Хосе Айороа                                                            |
| 38    |         | Даніель Саламанка Урей                   | 5 березня 1931      | 27 листопада 1934      | Президент |
| 39    |         | Хосе Луїс Техада Сорсано                 | 28 листопада 1934   | 17 травня 1936         | Президент |
| 40    |         | Ерман Буш                                | 17 травня 1936      | 20 травня 1936         | Голова Урядової хунти |
| 41    |         | Давид Торо                               | 20 травня 1936      | 13 липня 1937          | Голова Урядової хунти |
| 42    |         | Ерман Буш                                | 13 липня 1937       | 23 серпня 1939         | Голова Урядової хунти (13 липня 1937 — 28 травня 1938) Президент (28 травня 1938 — 23 серпня 1939)                                                                                       |
| 43    |         | Карлос Кінтанілья                        | 23 серпня 1939      | 15 квітня 1940         | Тимчасовий президент |
| 44    |         | Енріке Пеньяранда                        | 15 квітня 1940      | 20 грудня 1943         | Президент |
| 45    |         | Гвальберто Вільярроель                   | 20 грудня 1943      | 21 липня 1946          | Голова Урядової хунти (20 грудня 1943 — 5 квітня 1944) Тимчасовий президент (5 квітня 1944 — 6 серпня 1944) Президент (6 серпня 1944 — 21 липня 1946)                                    |
| 46    |         | Нестор Гільєн                            | 21 липня 1946       | 15 серпня 1946         | Голова тимчасової Урядової хунти |
| 47    |         | Томас Монхе                              | 15 серпня 1946      | 10 березня 1947        | Голова тимчасової Урядової хунти |
| 48    |         | Енріке Ерцог                             | 10 березня 1947     | 22 жовтня 1949         | Президент |
| 49    |         | Мамерто Урріолагойтіа                    | 22 жовтня 1949      | 16 травня 1951         | в.о. президента (22 жовтня 1949 — 24 жовтня 1949) Президент (24 жовтня 1949 — 16 травня 1951)                                                                                            |
| 50    |         | Гуго Бальївіан                           | 16 травня 1951      | 11 квітня 1952         | Голова Військової хунти Члени: Антоніо Селеме Варгас Умберто Торрес Ортіс |
| 51    |         | Ернан Сілес Суасо                        | 11 квітня 1952      | 16 квітня 1952         | Тимчасовий президент |
| 52    |         | Віктор Пас Естенсоро                     | 16 квітня 1952      | 6 серпня 1956          | Президент |
| 53    |         | Ернан Сілес Суасо                        | 6 серпня 1956       | 6 серпня 1960          | Президент |
| 54    |         | Віктор Пас Естенсоро                     | 6 серпня 1960       | 4 листопада 1964       | Президент |
| 55    |         | Рене Барр'єнтос                          | 5 листопада 1964    | 26 травня 1965         | Голова військової хунти |
| 56    |         | Рене Барр'єнтос + Альфредо Овандо Кандіа | 26 травня 1965      | 2 січня 1966           | Співголови урядової хунти |
| 57    |         | Альфредо Овандо Кандіа                   | 2 січня 1966        | 6 серпня 1966          | Голова військової хунти |
| 58    |         | Рене Барр'єнтос                          | 6 серпня 1966       | 27 квітня 1969         | Президент |
| 59    |         | Луїс Адольфо Сілес Салінас               | 27 квітня 1969      | 26 вересня 1969        | Президент |
| 60    |         | Альфредо Овандо Кандіа                   | 26 вересня 1969     | 6 жовтня 1970          | Президент |
|       |         | Хунта Командувачів Збройними силами      | 6 жовтня 1970       | 7 жовтня 1970          | Члени: Ефраїн Гуачалья Ібаньєс Фернандо Сатторі Рібера Альберто Альбаррасін Креспо |
| 61    |         | Хуан Хосе Торрес                         | 7 жовтня 1970       | 21 серпня 1971         | Президент |
|       |         | Хунта Командувачів Збройними силами      | 21 серпня 1971      | 22 серпня 1971         | Члени: Андрес Селіч Чоп (Голова) Гуго Бансер Хайме Флорентіно Менд'єтта |
| 62    |         | Гуго Бансер                              | 22 серпня 1971      | 21 липня 1978          | Президент |
|       |         | Віктор Гонсалес Фуентес                  | 21 липня 1978       | 21 липня 1978          | Голова військової хунти |
| 63    |         | Хуан Переда                              | 21 липня 1978       | 24 листопада 1978      | Президент |
| 64    |         | Давид Паділья                            | 24 листопада 1978   | 8 серпня 1979          | Голова військової хунти |
| 65    |         | Вальтер Гевара                           | 8 серпня 1979       | 1 листопада 1979       | Тимчасовий президент |
| 66    |         | Альберто Натуш                           | 1 листопада 1979    | 16 листопада 1979      | Президент |
| 67    |         | Лідія Гейлер Техада                      | 17 листопада 1979   | 18 липня 1980          | Тимчасовий президент |
|       |         | Хунта Командувачів Збройними силами      | 18 липня 1980       | 18 липня 1980          | Члени: Луїс Гарсіа Меса Техада Уолдо Бернал Перейра Раміро Террасас Родрігес |
| 68    |         | Луїс Гарсіа Меса Техада                  | 18 липня 1980       | 4 серпня 1981          | Президент |
|       |         | Хунта Командувачів Збройними силами      | 4 серпня 1981       | 4 вересня 1981         | Члени: Вальдо Берналь Перейра Сельсо Торреліо Оскар Хайме Паммо |
| 69    |         | Сельсо Торреліо                          | 4 вересня 1981      | 19 липня 1982          | Президент |
|       |         | Хунта Командувачів Збройними силами      | 19 липня 1982       | 21 липня 1982          | Члени: Наталіо Моралес Москера Оскар Хайме Паммо Анхель Маріскал Гомес |
| 70    |         | Гідо Вільдосо                            | 21 липня 1982       | 10 жовтня 1982         | Президент |
| 71    |         | Ернан Сілес Суасо                        | 10 жовтня 1982      | 6 серпня 1985          | Президент |
| 72    |         | Віктор Пас Естенсоро                     | 6 серпня 1985       | 6 серпня 1989          | Президент |
| 73    |         | Хайме Пас Самора                         | 6 серпня 1989       | 6 серпня 1993          | Президент |
| 74    |         | Гонсало Санчес де Лосада                 | 6 серпня 1993       | 6 серпня 1997          | Президент |
| 75    |         | Гуго Бансер                              | 6 серпня 1997       | 7 серпня 2001          | Президент |
| 76    |         | Хорхе Кірога                             | 7 серпня 2001       | 6 серпня 2002          | Президент |
| 77    |         | Гонсало Санчес де Лосада                 | 6 серпня 2002       | 17 жовтня 2003         | Президент |
| 78    |         | Карлос Меса                              | 17 жовтня 2003      | 9 червня 2005          | Президент |
| 79    |         | Едуардо Родрігес                         | 9 червня 2005       | 22 січня 2006          | Президент |
| 80    |         | Ево Моралес                              | 22 січня 2006       | 12 листопада 2019      | Президент |
| 81    |         | Жанін Аньєс                              | 12 листопада 2019   | 8 листопада 2020       | В.о. президента |
| 82    |         | Луїс Арсе                                | 8 листопада 2020    |                        | Президент |

## Нині живі колишні президенти
Станом на серпень 2025 року, окрім чинного президента, Луїса Арсе, є вісім живих колишніх президентів:
| Президент                | Роки президентства   | Дата народження |
| ------------------------ | -------------------- | --------------- |
| Гідо Вільдосо            | 1982                 | 5 квітня 1937   |
| Хайме Пас Самора         | 1989—1993            | 15 квітня 1939  |
| Гонсало Санчес де Лосада | 1993—1997; 2002—2003 | 1 липня 1930    |
| Хорхе Кірога             | 2001—2002            | 5 травня 1960   |
| Карлос Меса              | 2003—2005            | 12 серпня 1953  |
| Едуардо Родрігес         | 2005—2006            | 2 березня 1956  |
| Ево Моралес              | 2006—2019            | 26 жовтня 1959  |
| Жанін Аньєс              | 2019—2020            | 13 червня 1967  |

Остання смерть президента відбулася 29 квітня 2018 року. Тоді помер у віці 88 років Луїс Гарсіа Меса Техада (1980—1981).

## Цікаві факти
1983 року газетою Última Hora було проведено опитування з метою визначення семи болівійських президентів, які залишили найбільш вагомий слід в історії країни. До списку увійшли Антоніо Хосе де Сукре, Андрес де Санта-Крус, Мануель Ісідоро Бельсу, Маріано Мельгарехо, Анісето Арсе, Ісмаель Монтес і Віктор Пас Естенсоро.